# Временной параллакс
Временно́й паралла́кс — искажение формы быстро движущихся предметов на фотографии и видеозаписи при последовательном считывании разных частей оптического изображения. Впервые эффект был обнаружен с появлением в конце XIX века фокальных затворов, последовательно экспонирующих фотоматериал узкой щелью, и поэтому в английском языке явление получило жаргонное название роллинг-шаттер (англ. Rolling Shutter), буквально «катящийся затвор». Артефакт проявляется при очень коротких выдержках шторно-щелевых затворов или цифровых фотоматриц со строчным переносом. 

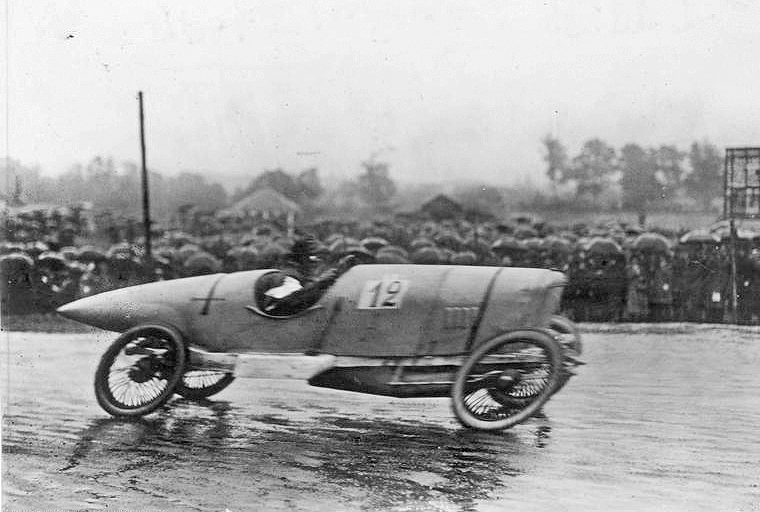
Искажение формы быстро движущегося автомобиля фокальным затвором с вертикальным ходом экспонирующей щели

Эффект обусловлен неодновременностью регистрации разных частей одного и того же изображения шторно-щелевыми  затворами, дисковыми обтюраторами и строчной развёрткой телевидения. Регистрируя на одном кадре разные фазы перемещения частей движущегося объекта, съёмочная камера искажает его форму.

## Причины искажения

Временной параллакс при построчном переносе

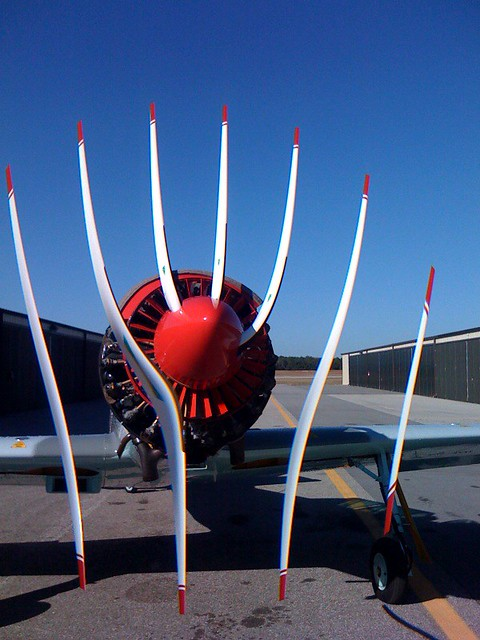
Искажение формы вращающегося винта из-за временного параллакса при сверхкороткой выдержке

Временной параллакс изображения может проявляться как с механическим фокальным затвором, так и в электронных устройствах, например матрицах со строчным переносом. В отличие от апертурных, шторно-щелевые фокальные затворы экспонируют кадр не одновременно, а последовательно, при помощи перемещающейся вдоль кадрового окна щели. При съёмке движущихся объектов, угловая скорость которых сопоставима со скоростью движения щели затвора, их форма может искажаться. Это почти незаметно при длинных выдержках, когда изображение смазывается, но отчётливо видимо при коротких экспозициях. При совпадении направлений объект растягивается, а при встречном движении затвора и изображения, последнее сжимается. Объекты, движущиеся перпендикулярно направлению шторок, отображаются наклонными. Эффект может наблюдаться и в киносъёмочных аппаратах при небольших углах раскрытия дискового обтюратора.
При электронных способах регистрации изображения аналогичный эффект возникает из-за построчного считывания передающими трубками или полупроводниковой матрицей. Вертикальное перемещение считываемой строки выполняет роль движущейся щели затвора. В результате разные участки одного и того же кадра отображают разные моменты времени. При этом изображение может сильно искажаться вплоть до фрагментации снятых объектов. Движущийся объект (или его части) может попасть в кадр несколько раз, либо не попасть совсем. Чем быстрее движется объект, тем сильнее заметна деформация. Особенно необычные эффекты получаются при съёмке вращающихся объектов, например лопастей самолётного или вертолётного винта. Искажения возникают и при перемещениях самой камеры, например, при панорамировании или съёмке с движения. В этих случаях вертикальные линии становятся наклонными.
Временной параллакс, возникающий из-за построчного переноса зарядов, выражен гораздо сильнее, чем аналогичный «роллинг-шаттер» механических затворов. Причина кроется в гораздо более медленном считывании данных матрицы, чем скорость перемещения экспонирующей щели современных фотозатворов. Это является главной причиной использования механического затвора в современных беззеркальных фотоаппаратах, и его предпочтения электронному при съёмке быстрого движения.

### Способы предотвращения
Заметность артефактов временного параллакса можно свести к минимуму, избегая коротких выдержек затвора и малых углов раскрытия обтюратора. Это особенно актуально при видеозаписи современными цифровыми камерами, задающими при включённой автоэкспозиции очень короткие выдержки считывания. При более длинных выдержках быстро движущиеся объекты смазываются, маскируя искажения, а зритель воспринимает снятое таким образом движение более плавным и естественным. В фотографии кроме удлинения выдержек параллакс минимизируется правильным подбором положения камеры, учитывающим направление перемещения экспонирующей щели при срабатывании затвора.

## Глобальный затвор
Понятие глобальный затвор является буквальным переводом англоязычного термина англ. Global Shutter и чаще всего противопоставляется временному параллаксу, точнее его распространённому жаргонному названию англ. Rolling Shutter. Термин прижился в цифровой фотографии и обозначает кадровый способ считывания данных с полупроводниковых светочувствительных матриц, когда информация регистрируется одновременно по всей площади изображения, а не построчно. Такой принцип считывания полностью исключает временной параллакс. Аналогичными свойствами обладают апертурные фотозатворы, но их быстродействие ограничено предельной выдержкой в 1/500 секунды. Поэтому в профессиональной фотографии наибольшее распространение получили фокальные затворы с неустранимым временным параллаксом, но доступностью очень коротких выдержек вплоть до 1/16000.
В августе 2016 года компания Canon выпустила КМОП-матрицу с «глобальным затвором», способную регистрировать весь кадр одновременно. Главным недостатком таких матриц долго оставались повышенные шумы и динамический диапазон, более узкий, чем у матриц со строчным переносом. В 2023 году проблему решила фирма Sony, впервые установившая в серийный фотоаппарат Sony α9 III многослойную матрицу с глобальным затвором. Использование таких матриц позволяет полностью избавиться от временного параллакса и даже исключить из конструкции механический затвор. Это особенно актуально в спортивной фотографии, и кроме этого исключает проблемы съёмки при мерцающем освещении и артефакты от LED-панелей. Кроме того, синхронизация фотовспышки с таким затвором возможна на любых выдержках.

## Цветоделение
Ранние технологии цветной фотографии и цветного кинематографа с цветоделением при помощи последовательной съёмки не получили дальнейшего развития из-за неустранимого временного параллакса. Самым ранним примером технологии можно считать фотоаппарат со сдвижной кассетой, разработанный в 1903 году Адольфом Мите (нем. Adolf Miethe). Съёмка велась в три экспозиции через три светофильтра основных цветов по очереди. Несмотря на совершенство технологии, она была пригодна только для регистрации неподвижных объектов. При малейшем сдвиге на итоговом снимке появлялась цветная кайма вокруг подвижных объектов. Тем же недостатком страдал кинематографический процесс Kinemacolor с последовательной съёмкой цветоделённых кадров, и его предшественник Ли-Тёрнер колор. На движущемся изображении временной параллакс проявлялся особенно ощутимо в виде цветных контуров. Это стало главной причиной быстрого отказа от этой техники. Аналогичное явление наблюдалось в системах космического телевидения с последовательным цветоделением, например в советском передающем комплексе «Арктур». Однако, прикладное назначение таких систем позволяло мириться с недостатком, компенсирующим повышенную устойчивость канала видеосвязи.